# Zoar (Sudafrica)
Zoar è una cittadina sudafricana situata nella municipalità distrettuale di Eden nella provincia del Capo Occidentale.

## Geografia fisica
Il piccolo centro abitato sorge a circa 15 chilometri a est della cittadina di Ladismith.

## Storia
La cittadina venne fondata dalla società missionaria sudafricana nel 1817 e così chiamata in riferimento alla biblica Zoar.